# Kazuma Shinjō
Kazuma Shinjō (jap. 新城 カズマ, Shinjō Kazuma; * 19xx) ist ein japanischer Schriftsteller. Seine Light Novels, die er bis 1997 unter einer anderen Kanji-Schreibweise seines Namens veröffentlichte (新城 十馬), sind meist dem Science-Fiction-Genre zuzuordnen. Vor seiner Schriftstellerkarriere benutzte er weiterhin Fusahiko Yanagawa (柳川 房彦) als Pseudonym.
Sein erstes Werk erschien 1991. Es folgten weitere für das Label Fujimi Fantasia Bunko des Kadokawa-Shoten-Verlages. Bei diesem Verlag erschien 2002 auch seine zweibändige Reihe Hoshino, baberu, die 2003 für den Seiun-Preis, die wichtigste japanische Auszeichnung für Science-Fiction-Literatur, nominiert war.
2006 gewann er den Seiun-Preis für eine andere Reihe schließlich, Summer / Time / Traveler. Die Cover dieser zwei Bücher, die der Verlag Hayakawa Shobō 2005 publizierte, gestaltete der Manga-Zeichner Kenji Tsuruta.

## Werke (Auswahl)
- Hōrai Gakuen (蓬莱学園), 1991–1997
- Marion & Co. (マリオン&Co.), 1997
- Inu Ōkami Denshō (狗狼伝承), 1998–2001
- Hoshi no, baberu (星の、バベル), 2002
- Jesters Galaxy (ジェスターズ・ギャラクシー), 2002–2004
- Isuberu no Senfu (イスベルの戦賦), 2003
- Summer / Time / Traveler (サマー/タイム/トラベラー), 2005
- Light Novel „Chō“ Nyūmon (ライトノベル「超」入門), 2006